# Erika De Lone
Erika De Lone (Boston, 14 ottobre 1972) è un'ex tennista statunitense.
Anche sua sorella Amy è stata una tennista.

## Carriera
In carriera ha vinto un titolo di doppio, l'Heineken Trophy nel 2000, in coppia con l'australiana Nicole Pratt. Nei tornei del Grande Slam ha ottenuto il suo miglior risultato raggiungendo i quarti di finale di doppio agli Australian Open nel 2000, in coppia con l'australiana Nicole Pratt.

## Statistiche

### Singolare

#### Finali perse (1)
| Numero | Anno             | Torneo                                         | Superficie | Avversaria in finale | Punteggio |
| 1.     | 14 novembre 1999 | Commonwealth Bank Tennis Classic, Kuala Lumpur | Cemento    | Åsa Svensson         | 2-6, 4-6  |

### Doppio

#### Vittorie (1)
| Numero | Anno           | Torneo                            | Superficie | Compagna     | Avversarie in finale               | Punteggio       |
| 1.     | 24 giugno 2000 | Heineken Trophy, 's-Hertogenbosch | Erba       | Nicole Pratt | Catherine Barclay Karina Habšudová | 7-6, 4-3 ritiro |

### Doppio

#### Finali perse (1)
| Numero | Anno          | Torneo                   | Superficie | Compagna    | Avversarie in finale         | Punteggio |
| 1.     | 2 maggio 1993 | Indonesia Open, Giacarta | Cemento    | Amy de Lone | Nicole Arendt Kristine Kunce | 3-6, 4-6  |

### Risultati in progressione
| Sigla | Risultato               |
| ----- | ----------------------- |
| V     | Vincitore               |
| F     | Finalista               |
| SF    | Semifinalista           |
| O     | Oro olimpico            |
| A     | Argento olimpico        |
| SF    | Bronzo olimpico         |
| QF    | Quarti di Finale        |
| 4T    | Quarto turno            |
| 3T    | Terzo turno             |
| 2T    | Secondo turno           |
| 1T    | Primo turno             |
| RR    | Round Robin             |
| LQ    | Turno di qualificazione |
| A     | Assente                 |
| ND    | Non disputato           |

| Legenda superfici    |
| -------------------- |
| Cemento              |
| Terra battuta        |
| Erba                 |
| Superficie variabile |

#### Singolare nei tornei del Grande Slam
| Torneo          | 1990 | 1991 | 1992 | 1993 | 1994 | 1995 | 1996 | 1997 | 1998 | 1999 | 2000 | 2001 | 2002 | 2003 | 2004 |
| --------------- | ---- | ---- | ---- | ---- | ---- | ---- | ---- | ---- | ---- | ---- | ---- | ---- | ---- | ---- | ---- |
| Australian Open | 2T   | 1T   | A    | A    | A    | A    | 1T   | A    | A    | 1T   | 2T   | 1T   | A    | A    | A    |
| Open di Francia | A    | 1T   | A    | A    | A    | 1T   | A    | A    | A    | A    | 2T   | A    | A    | A    | A    |
| Wimbledon       | A    | 1T   | A    | A    | A    | A    | A    | A    | A    | 1T   | 1T   | A    | A    | A    | A    |
| US Open         | A    | 2T   | A    | A    | A    | 2T   | A    | 1T   | A    | 1T   | 1T   | A    | A    | A    | A    |

#### Doppio nei tornei del Grande Slam
| Torneo          | 1990 | 1991 | 1992 | 1993 | 1994 | 1995 | 1996 | 1997 | 1998 | 1999 | 2000 | 2001 | 2002 | 2003 | 2004 |
| --------------- | ---- | ---- | ---- | ---- | ---- | ---- | ---- | ---- | ---- | ---- | ---- | ---- | ---- | ---- | ---- |
| Australian Open | A    | A    | A    | A    | 1T   | A    | 2T   | 2T   | 1T   | A    | QF   | 2T   | 2T   | A    | A    |
| Open di Francia | A    | A    | A    | A    | 1T   | A    | 1T   | 2T   | 2T   | 2T   | 1T   | 1T   | A    | A    | A    |
| Wimbledon       | A    | A    | A    | A    | A    | A    | 1T   | 1T   | 2T   | 1T   | 1T   | 1T   | A    | A    | A    |
| US Open         | 2T   | A    | A    | 2T   | A    | 1T   | A    | A    | 2T   | 2T   | 1T   | 1T   | 2T   | A    | A    |

#### Doppio misto nei tornei del Grande Slam
| Torneo          | 1990 | 1991 | 1992 | 1993 | 1994 | 1995 | 1996 | 1997 | 1998 | 1999 | 2000 | 2001 | 2002 | 2003 | 2004 |
| --------------- | ---- | ---- | ---- | ---- | ---- | ---- | ---- | ---- | ---- | ---- | ---- | ---- | ---- | ---- | ---- |
| Australian Open | A    | A    | A    | A    | A    | A    | A    | A    | A    | A    | A    | A    | A    | A    | A    |
| Open di Francia | A    | A    | A    | A    | 3T   | A    | A    | A    | A    | 2T   | A    | A    | A    | A    | A    |
| Wimbledon       | A    | A    | A    | A    | A    | A    | 1T   | A    | 1T   | 3T   | 1T   | A    | A    | A    | A    |
| US Open         | A    | A    | A    | A    | A    | A    | A    | A    | A    | A    | A    | A    | A    | A    | A    |